# User Mode Linux
Pour les articles homonymes, voir UML.

Scheme, le rôle de libvirt dans la gestion des solutions de virtualisation.

User Mode Linux ou UML est un noyau Linux compilé qui peut être exécuté dans l'espace utilisateur comme un simple programme. Il permet donc d'avoir plusieurs systèmes d'exploitation virtuels sur une seule machine physique hôte exécutant Linux.

## Avantages
Les avantages sont nombreux :
- Si un User Mode Linux plante (s'arrête brusquement de fonctionner), le système hôte n'est pas affecté.
- Un utilisateur sera root sur un User Mode Linux, mais pas sur le système hôte.
- Il permet aussi de tester différents paramètres noyaux sans se soucier des conséquences.
- Il permet de tester différentes configurations ou compilations du noyau sans avoir à l'installer et redémarrer la machine.
- Il permet de mettre en place un réseau complètement virtuel de machines Linux, pouvant communiquer entre elles. Les tests de topologies lourdes d'un point de vue physique peuvent donc être menés aisément ici.

## Inconvénients
- Très lent, plutôt conçu pour des tests fonctionnels que pour la performance

## Architecture
| User-space |
| UML        |

| User-space |
| UML        |